# جاده ۱۰ ایالات متحده آمریکا
جاده ۱۰ ایالات متحده آمریکا (انگلیسی: U.S. Route 10) یکی از بزرگراه‌های اصلی سیستم بزرگراهی ایالت متحده آمریکا است که به طول ۹۰۹ کیلومتر از بی سیتی، میشیگان شروع و در وست فارگو، داکوتای شمالی به پایان می‌رسد.

## نگارخانه

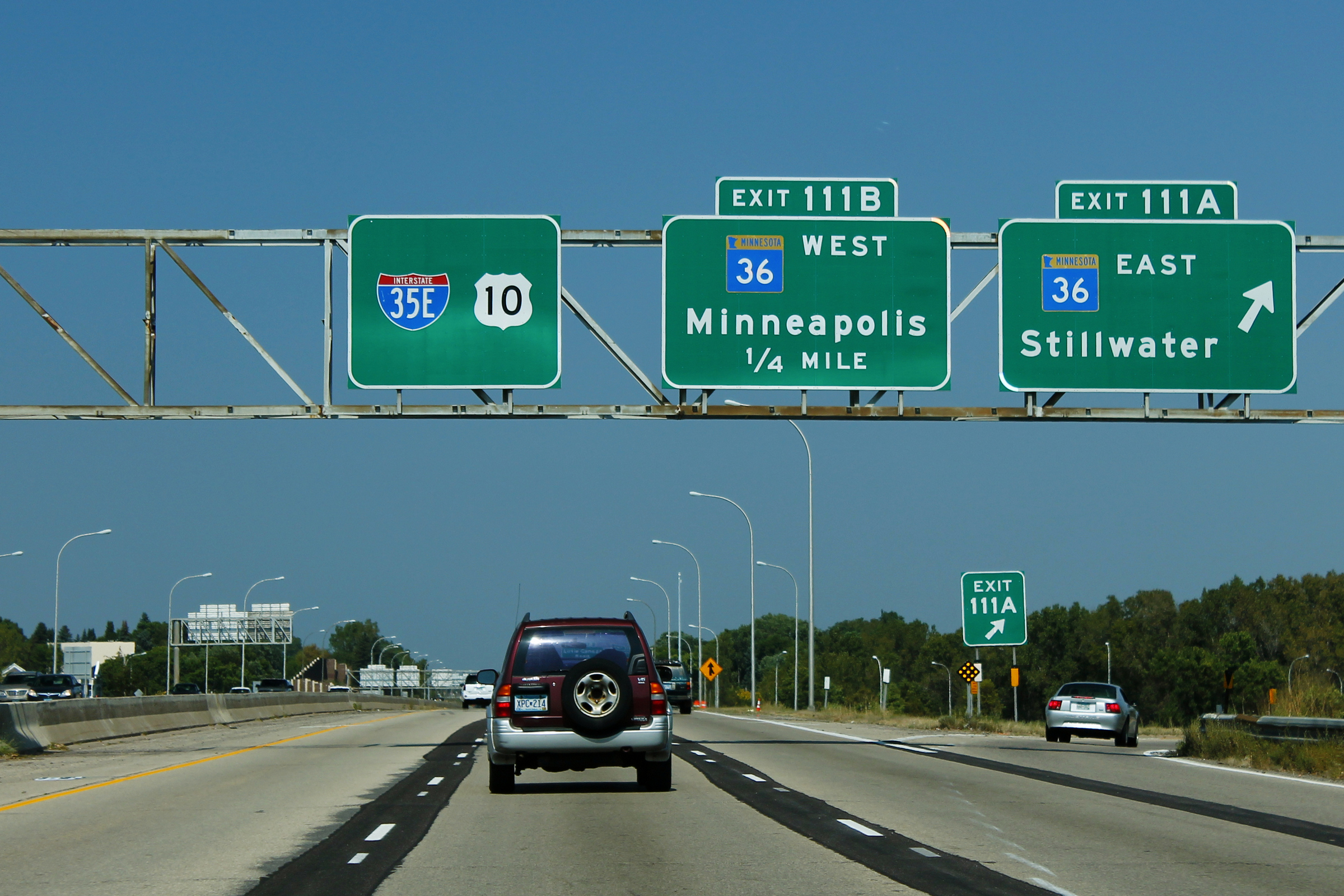
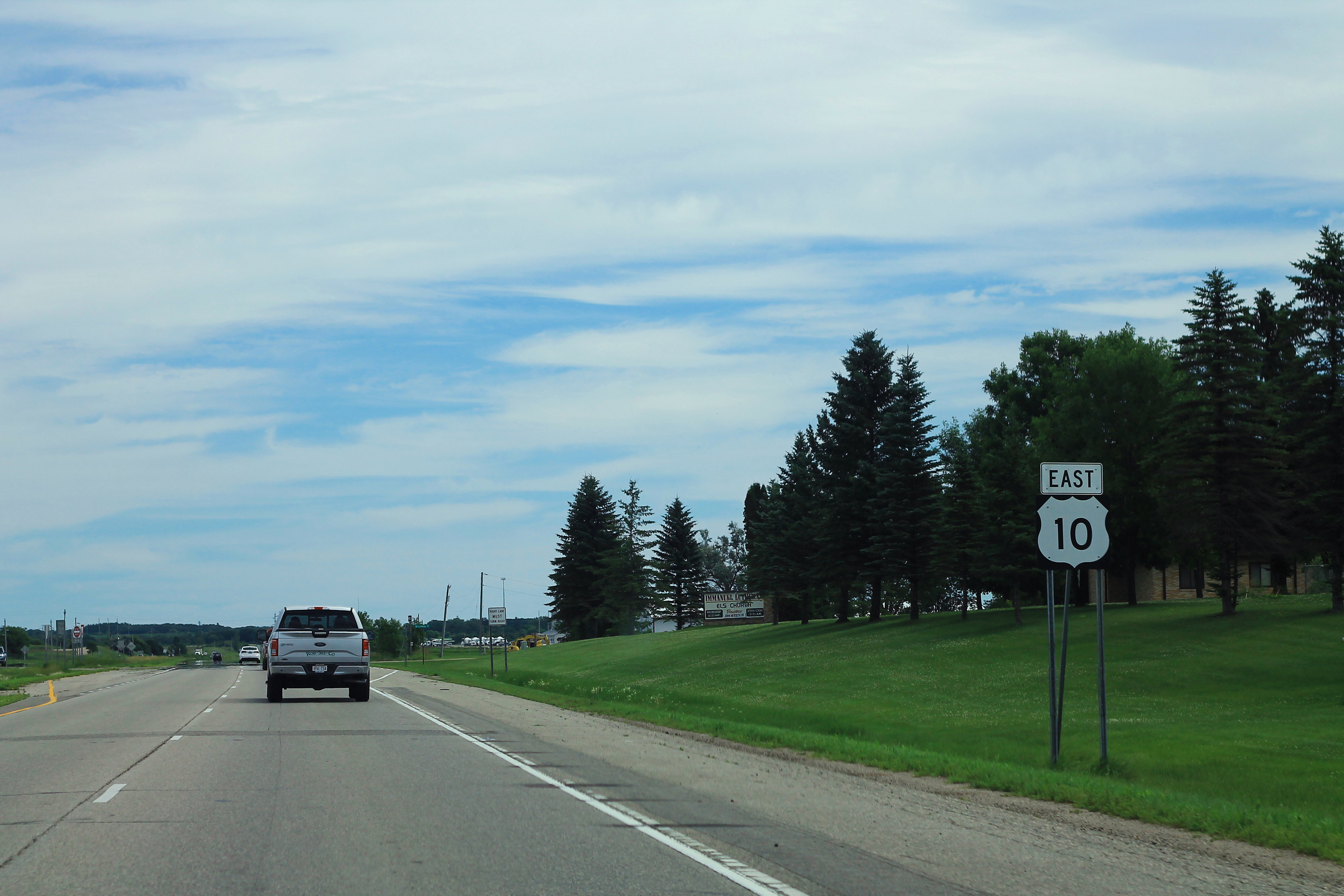
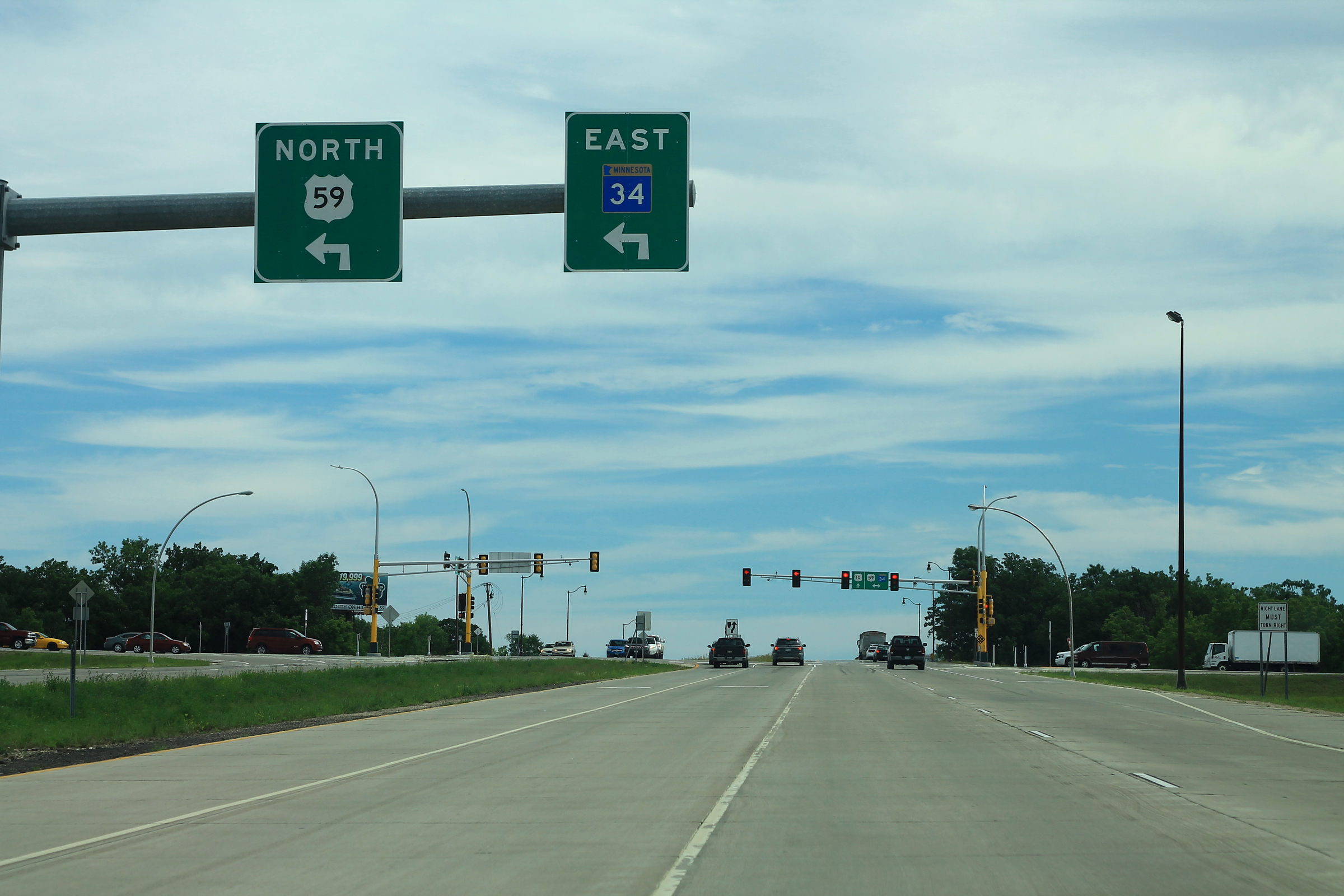